# Леппясилта
Ле́ппясилта (карел. Leppysildu, фин. Leppäsilta) — деревня в Питкярантском районе Республики Карелия. Входила в упразднённое в 2023 году Импилахтинское сельское поселение.

## Топоним
Название деревни происходит от карельского леппя — «ольха» и силта — «мост».

## Население
| 2002 | 2009 | 2010 | 2013 |
| ---- | ---- | ---- | ---- |
| 68   | ↘55  | ↘39  | ↘36  |

## Транспорт
Расположена на автомобильной трассе А121 «Сортавала».
В деревне расположена одноимённая железнодорожная станция на 38 км линии Янисъярви — Лодейное Поле.

## Галерея
- Терминал лесопогрузки (до 2023 г. принадлежал ООО «Стора Энсо Форест Вест»)
- Железнодорожная станция
- Железнодорожный путепровод над 86К-8